# آرام شامشیان
آرام هوهانسی شامشیان (ارمنی: Արամ Հովհաննեսի Շամշյան؛ زاده ۱۸ آوریل ۱۹۲۵ - درگذشته ۱۷ ژانویهٔ ۲۰۱۰) نوازنده ویولن و کارشناس آموزشی اهل ارمنستان بود. وی بین سال‌های - تا - میلادی فعالیت می‌کرد.

## زندگی‌نامه
وی در ۱۸ آوریل ۱۹۲۵ در لنیناکان به دنیا آمد و از کنسرواتوار دولتی چایکوفسکی مسکو فارغ‌التحصیل گشت.  وی همچنین برنده جوایزی همچون چهره هنری شایسته ارمنستان شوروی و هنرمند شایسته ارمنستان شوروی شد. وی در ۱۷ ژانویهٔ ۲۰۱۰ در سن ۸۴ سالگی در ایروان درگذشت.